# Saison NBA 1959-1960
Navigation
Saison 1958-1959 Saison 1960-1961
La saison NBA 1959-1960 est la 11e saison de la NBA (la 14e en comptant les trois saisons de BAA). Elle se termine sur la victoire des Celtics de Boston face aux St. Louis Hawks 4 matches à 3. C'est la 2e victoire consécutive des Celtics.

## Faits notables
- Le All-Star Game est joué à Philadelphie. L'Est bat l'Ouest 125-115, emmené par le Most Valuable Player de la rencontre, Wilt Chamberlain des Warriors de Philadelphie.
- Les Minneapolis Lakers jouent leur dernière saison dans le Minnesota. Il faudra attendre 1989 et la naissance des Minnesota Timberwolves pour retrouver une franchise dans cet État.
- Wilt Chamberlain devient le premier joueur de l'histoire de la NBA à être à la fois Most Valuable Player et Rookie of the Year, il sera égalé par Wes Unseld en 1969; néanmoins il est le seul à avoir reçu le trophée de Most Valuable Player du All-Star Game et à avoir été meilleur marqueur et meilleur rebondeur.

- Lors de cette saison, Wilt Chamberlain réalise de nombreux records toujours invaincus, il détient la plus haute moyenne de points pour un Rookie 37,6 points et la deuxième de l'histoire aux rebonds avec 26,96 par match.

## Classement final
| Champion de division | Qualifié pour les playoffs | Éliminé des playoffs |

| Division Est             | V  | D  | PCT  | GB |
| ------------------------ | -- | -- | ---- | -- |
| Celtics de Boston        | 59 | 16 | .787 | -  |
| Warriors de Philadelphie | 49 | 26 | .653 | 10 |
| Nationals de Syracuse    | 45 | 30 | .600 | 14 |
| Knicks de New York       | 27 | 48 | .360 | 32 |

| Division Ouest        | V  | D  | PCT  | GB |
| --------------------- | -- | -- | ---- | -- |
| Hawks de Saint-Louis  | 46 | 29 | .613 | -  |
| Pistons de Détroit    | 30 | 45 | .400 | 16 |
| Lakers de Minneapolis | 25 | 50 | .333 | 21 |
| Royals de Cincinnati  | 19 | 56 | .253 | 27 |

## Leaders de la saison régulière
| Catégorie            | Joueur           | Franchise                | Stat |
| -------------------- | ---------------- | ------------------------ | ---- |
| Points par match     | Wilt Chamberlain | Warriors de Philadelphie | 37.6 |
| Rebonds par match    | Wilt Chamberlain | Warriors de Philadelphie | 27.0 |
| Assists par match    | Bob Cousy        | Celtics de Boston        | 9.5  |
| % à 2 points         | Kenny Sears      | Knicks de New York       | 47.7 |
| % aux lancers francs | Dolph Schayes    | Syracuse Nationals       | 89.3 |

## Play-offs
|  | Demi-finales de Division | Demi-finales de Division | Demi-finales de Division |                          |   | Finales de Division | Finales de Division | Finales de Division |  |  | Finales NBA | Finales NBA       | Finales NBA |
|  |                          |                          |                          |                          |   |                     |                     |                     |  |  |             |                   |             |
|  |                          |                          |                          |                          |   |                     |                     |                     |  |  |             |                   |             |
|  |                          | 1                        | Celtics de Boston        | 4                        |   |                     |                     |                     |  |  |             |                   |             |
|  | Division Est             | 1                        | Celtics de Boston        | 4                        |   |                     |                     |                     |  |  |             |                   |             |
|  |                          |                          | 3                        | Warriors de Philadelphie | 2 |                     |                     |                     |  |  |             |                   |             |
|  | 2                        | Nationals de Syracuse    | 3                        | Warriors de Philadelphie | 2 | 1                   |                     |                     |  |  |             |                   |             |
|  | 2                        | Nationals de Syracuse    |                          |                          |   | 1                   |                     |                     |  |  |             |                   |             |
|  | 3                        | Warriors de Philadelphie | 2                        |                          |   |                     |                     |                     |  |  |             |                   |             |
|  |                          |                          |                          |                          |   |                     |                     |                     |  |  | E1          | Celtics de Boston | 4           |
|  |                          |                          | O1                       | Hawks de Saint-Louis     | 3 |                     |                     |                     |  |  |             |                   |             |
|  |                          |                          |                          |                          |   |                     |                     |                     |  |  |             |                   |             |
|  |                          |                          |                          |                          |   |                     |                     |                     |  |  |             |                   |             |
|  |                          | 1                        | Hawks de Saint-Louis     | 4                        |   |                     |                     |                     |  |  |             |                   |             |
|  | Division Ouest           | 1                        | Hawks de Saint-Louis     | 4                        |   |                     |                     |                     |  |  |             |                   |             |
|  |                          |                          | 2                        | Lakers de Minneapolis    | 3 |                     |                     |                     |  |  |             |                   |             |
|  | 2                        | Lakers de Minneapolis    | 2                        | Lakers de Minneapolis    | 3 | 2                   |                     |                     |  |  |             |                   |             |
|  | 2                        | Lakers de Minneapolis    |                          |                          |   | 2                   |                     |                     |  |  |             |                   |             |
|  | 3                        | Pistons de Détroit       | 0                        |                          |   |                     |                     |                     |  |  |             |                   |             |

### Demi-finales de Division

#### Eastern Division
- Warriors de Philadelphie - Syracuse Nationals 2-1

#### Western Division
- Minneapolis Lakers - Pistons de Détroit 2-0

### Finales de Division

#### Eastern Division
- Celtics de Boston - Warriors de Philadelphie 4-2

#### Western Division
- St. Louis Hawks - Minneapolis Lakers 4-3

### Finales NBA
- Celtics de Boston - St. Louis Hawks 4-3

## Récompenses individuelles
- NBA Most Valuable Player : Wilt Chamberlain, Warriors de Philadelphie
- NBA Rookie of the Year : Wilt Chamberlain, Warriors de Philadelphie

- All-NBA First Team :
  - Wilt Chamberlain, Warriors de Philadelphie
  - Bob Pettit, St. Louis Hawks
  - Gene Shue, Pistons de Détroit
  - Bob Cousy, Celtics de Boston
  - Elgin Baylor, Minneapolis Lakers

- All-NBA Second Team :
  - Bill Russell, Celtics de Boston
  - Bill Sharman, Celtics de Boston
  - Dolph Schayes, Syracuse Nationals
  - Richie Guerin, Knicks de New York
  - Jack Twyman, Cincinnati Royals